# Fossemanant
Fossemanant – miejscowość i gmina we Francji, w regionie Hauts-de-France, w departamencie Somma.
Według danych na rok 1990 gminę zamieszkiwało 109 osób, a gęstość zaludnienia wynosiła 40 osób/km² (wśród 2293 gmin Pikardii Fossemanant plasuje się na 888. miejscu pod względem liczby ludności, natomiast pod względem powierzchni na miejscu 1079.).